# Ōmura Hideaki
Ōmura Hideaki (大村 秀章) (sinh ngày 3 tháng 9 năm 1960) là chính khách người Nhật Bản. Hiện tại, ông đang giữ chức vụ làm thống đốc tỉnh Aichi kể từ năm 2011.